# Gran Premio de España de Motociclismo de 1953
El Gran Premio de España de Motociclismo de 1953 fue la octava y última prueba de la temporada 1953 del Campeonato Mundial de Motociclismo. El Gran Premio se disputó el 4 de octubre de 1953 en el Circuito de Montjuïch en Barcelona. Aunque ya se habían otorgado los títulos mundiales, la mayoría de los nuevos campeones del mundo aún llegaron a Barcelona. Geoff Duke faltaba, pero Fergus Anderson sí vino, aunque "su" clase, la de 350 cc, no se acabó de correr. Werner Haas comenzó solo en la carrera de 125cc, pero se retiró. El piloto de Norton Ken Kavanagh avanzó en su paso a Moto Guzzi en el Temporada de 1954. Probablemente comenzó con la Moto Guzzi Quattro Cilindri con inyección de combustible, pero no llegó a la meta.

## Resultados 500cc
Sin los pilotos de Gilera, Geoff Duke y Alfredo Milani, Fergus Anderson ganó el Gran Premio de España de 500cc con su monocilíndrico Moto Guzzi Monocilindrica 350. La victoria de Anderson no fue robada. De hecho hubo una dura competencia entre Dickie Dale, Giuseppe Colnago y Nello Pagani, quienes también tuvieron que inclinar la cabeza ante Carlo Bandirola con su MV Agusta 500 4C. Bandirola apenas había logrado conducir porque MV Agusta se había retirado de la temporada de la Copa del Mundo después de la muerte de Les Graham. Fergus Anderson se convirtió en el primer piloto en la historia en anotar victorias en tres clases diferentes en una temporada.
| Pos.    | Piloto                 | Equipo     | Tiempo/Retirado | Puntos |
| ------- | ---------------------- | ---------- | --------------- | ------ |
| 1       | Fergus Anderson        | Moto Guzzi | 2h 04' 46" 86   | 8      |
| 2       | Carlo Bandirola        | MV Agusta  | +29" 11         | 6      |
| 3       | Dickie Dale            | Gilera     | +48" 93         | 4      |
| 4       | Giuseppe Colnago       | Gilera     | +1' 56" 38      | 3      |
| 5       | Nello Pagani           | Gilera     | +1 Vuelta       | 2      |
| 6       | Tommy Wood             | Norton     | +2 Vueltas      | 1      |
| 7       | Javier De Ortueta      | Norton     | +3 Vueltas      |        |
| 8       | Antonio Creus          | Norton     | +3 Vueltas      |        |
| 9       | Auguste Goffin         | Norton     | +3 Vueltas      |        |
| 10      | Alfredo Flores         | Norton     | +4 Vueltas      |        |
| 11      | Heinrich Thorn-Prikker | Moto Guzzi | +6 Vueltas      |        |
| 12      | Siegfried Wünsche      | DKW        | +6 Vueltas      |        |
| 13      | Joe Glazebrook         | Norton     | +8 Vueltas      |        |
| Ret     | Phil Heath             | Matchless  | Ret             |        |
| Ret     | Fritz Kläger           | Horex      | Ret             |        |
| Ret     | Hans Baltisberger      | AJS        | Ret             |        |
| Ret     | Rod Coleman            | AJS        | Ret             |        |
| Ret     | Libero Liberati        | Gilera     | Ret             |        |
| Ret     | Cecil Sandford         | MV Agusta  | Ret             |        |
| Ret     | Emilio Soprani         | Gilera     | Ret             |        |
| Ret     | Ken Kavanagh           | Moto Guzzi | Ret             |        |
| Ret     | Harold Clark           | Norton     | Ret             |        |
| Ret     | Pierre Monneret        | Gilera     | Ret             |        |
| Ret     | Enrico Lorenzetti      | Moto Guzzi | Ret             |        |
| Ret     | August Hobl            | DKW        | Ret             |        |
| Ret     | John Grace             | Norton     | Ret             |        |
| Fuente: |                        |            |                 |        |

## Resultados 250cc
Enrico Lorenzetti ganó su segundo Gran Premio con el Moto Guzzi Bialbero 250 por delante de su nuevo compañero de equipo Ken Kavanagh, que inmediatamente dejó una fuerte impresión en su nuevo patrón. El Campeón del Mundo de 350cc quedó tercero, Alano Montanari cuarto y Tommy Wood quinto. Por ejemplo, el éxito de Moto Guzzi fue genial, pero no lo fue para NSU Rennmax. Subió al décimo lugar de Kurt Knopf con una NSU completamente nueva.
| Pos.    | Piloto                 | Equipo     | Tiempo/Retirado | Puntos |
| ------- | ---------------------- | ---------- | --------------- | ------ |
| 1       | Enrico Lorenzetti      | Moto Guzzi | 1h 20' 32" 06   | 8      |
| 2       | Ken Kavanagh           | Moto Guzzi | +33" 77         | 6      |
| 3       | Fergus Anderson        | Moto Guzzi | +43" 52         | 4      |
| 4       | Alano Montanari        | Moto Guzzi | +44" 54         | 3      |
| 5       | Tommy Wood             | Moto Guzzi | +1' 42" 28      | 2      |
| 6       | August Hobl            | DKW        | +1' 52" 37      | 1      |
| 7       | Rupert Hollaus         | Moto Guzzi | +2' 15" 5       |        |
| 8       | Georg Braun            | Horex      | +1 Vuelta       |        |
| 9       | Heinrich Thorn-Prikker | Moto Guzzi | +2 Vueltas      |        |
| 10      | Kurt Knopf             | NSU        | +6 Vueltas      |        |
| Ret     | Karl Lottes            | DKW        | Ret             |        |
| Ret     | Joe Glazebrook         | AJS        | Ret             |        |
| Ret     | Fritz Kläger           | NSU        | Ret             |        |
| Ret     | Bill Petch             | Velocette  | Ret             |        |
| Ret     | William Webster        | Velocette  | Ret             |        |
| Ret     | Siegfried Wünsche      | DKW        | Ret             |        |
| Fuente: |                        |            |                 |        |

## Resultados 125cc
NSU compitió en la clase de 125cc con un equipo fuerte, pero Otto Daiker y Werner Haas tuvieron que abandonar. Angelo Copeta y Cecil Sandford ocuparon los dos primeros puestos y el tercer piloto de NSU Rupert Hollaus fue tercero. Hollaus llegó a la meta más con más de un minuto de desventaja respecto la pareja de MV Agusta. Montesa, con sede en Barcelona, también puso su dos tiempos en pista, pero sin éxito.
| Pos. | Piloto                     | Moto        | Tiempo/Retirado | Puntos |
| ---- | -------------------------- | ----------- | --------------- | ------ |
| 1    | Angelo Copeta              | MV Agusta   | 1h 05' 38" 03   | 8      |
| 2    | Cecil Sandford             | MV Agusta   | +31" 22         | 6      |
| 3    | Rupert Hollaus             | NSU         | +1' 04" 49      | 4      |
| 4    | Wolfgang Brand             | NSU         | +2' 02" 35      | 3      |
| 5    | Marcelo Cama               | Montesa     | +1 Vuelta       | 2      |
| 6    | Georg Braun                | FB Mondial  | +2 Vueltas      | 1      |
| 7    | Carlo Ubbiali              | MV Agusta   | +3 Vueltas      |        |
| 8    | Gabriel Corsín             | MV Agusta   | +3 Vueltas      |        |
| 9    | Joaquin "Pingüino" Sagnier | Montesa     | +3 Vueltas      |        |
| 10   | Juan Soler Bultó           | Montesa     | +4 Vueltas      |        |
| 11   | Paul Feurstein             | NSU-Puch    | +5 Vueltas      |        |
| 12   | Juan Bertrand              | Montesa     | +8 Vueltas      |        |
| Ret  | Emilio Mendogni            | Moto Morini | Ret             |        |
| Ret  | Antonio Creus              | MV Agusta   | Ret             |        |
| Ret  | Ramón Soley                | MV Agusta   | Ret             |        |
| Ret  | Mobi Vierdag               | Eysink      | Ret             |        |
| Ret  | Gijs Lagervey              | Sparta      | Ret             |        |
| Ret  | Tito Forconi               | MV Agusta   | Ret             |        |
| Ret  | Karl Lottes                | MV Agusta   | Ret             |        |
| Ret  | Werner Haas                | NSU         | Ret             |        |
| Ret  | Otto Daiker                | NSU         | Ret             |        |
| Ret  | José Antonio Elizalde      | Montesa     | Ret             |        |
| Ret  | William Webster            | MV Agusta   | Ret             |        |
| Ret  | Juan Atorrasagasti         | MV Agusta   | Ret             |        |